# GUNDAM SONG COVERS
『GUNDAM SONG COVERS』（ガンダムソングカバーズ）は、サンライズ制作のアニメシリーズ「ガンダムシリーズ」の主題歌を、森口博子がカバーしたアルバムのシリーズ。コンセプトは"大人のためのガンダムソングカバーアルバム"。

## GUNDAM SONG COVERS
2018年5月5日にNHK BSプレミアムで放送されたガンダムシリーズの投票企画を発表する特別番組『発表!全ガンダム大投票』にて発表された「ガンダムソングス・ランキング」で森口の楽曲「水の星へ愛をこめて」「ETERNAL WIND〜ほほえみは光る風の中〜」の2曲がランクインしたことを受け、またガンダムシリーズとしても、第1作『機動戦士ガンダム』の放送開始から40周年を迎えたことを記念して企画され、2019年8月7日にキングレコードから発売された。
「ガンダムソングス・ランキング」上位10曲を、森口がカバー（うち自身の2曲はセルフカバー）したものを収録、このうち6曲はゲストミュージシャンを迎えてアレンジやレコーディングが行われている。また、ボーナストラックとして、森口による『機動戦士ガンダム THE ORIGIN IV 運命の前夜』主題歌「宇宙の彼方へ」のオリジナル音源も収録される。
ジャケットイラストはことぶきつかさによるΖガンダムとパイロットスーツ姿の森口が描かれている。通常版は初回プレス分のみスリーブケース仕様。また数量限定生産盤はジャケットイラストをLPレコードサイズに拡大したLPサイズダブルジャケット仕様で、LPサイズのブックレット、オリジナルステッカー、紙ジャケットCDケースを封入している。
販売初週で2万5000枚超を売り上げ、2019年8月19日付けオリコン週間アルバムランキングでは3位を獲得した。これは森口自身としては過去最高位を記録しただけでなく、ベストアルバム『Eternal Songs』（1991年6月21日発売、同年7月1日付で10位）以来28年2カ月ぶりのトップ10入りとなり、女性アーティストとしてはトップ10入り最長インターバル期間を記録している。累計販売枚数は10万枚を超えている。
同年11月16日には第61回日本レコード大賞企画賞を受賞したことが発表された。12月30日の授賞式当日には『Ζガンダム』の映像をバックに、アルバムでコラボレーションした寺井尚子のバイオリン演奏にあわせて「水の星へ愛をこめて」の歌唱を披露している。

### 収録曲
| #         | タイトル | 作詞                          | 作曲               | 編曲           | 時間  |
| --------- | --- | ----------------------------- | ------------------ | -------------- | ----- |
| 1.        | 「水の星へ愛をこめて / with 寺井尚子」(『機動戦士Ζガンダム』オープニングテーマ、オリジナル：森口博子)           | 売野雅勇                      | ニール・セダカ     | 北島直樹       | 4:37  |
| 2.        | 「哀 戦士 / with 押尾コータロー」(『機動戦士ガンダムII 哀・戦士編』主題歌、オリジナル：井上大輔)                | 井荻麟                        | 井上大輔           | 押尾コータロー | 3:56  |
| 3.        | 「ETERNAL WIND〜ほほえみは光る風の中〜」(『機動戦士ガンダムF91』主題歌、オリジナル：森口博子)                   | 西脇唯                        | 西脇唯、緒里原洋子 | 時乗浩一郎     | 5:13  |
| 4.        | 「BEYOND THE TIME 〜メビウスの宇宙を越えて〜」(『機動戦士ガンダム 逆襲のシャア』主題歌、オリジナル：TM NETWORK) | 小室みつ子                    | 小室哲哉           | 時乗浩一郎     | 5:13  |
| 5.        | 「嵐の中で輝いて / with 田ノ岡三郎」(『機動戦士ガンダム 第08MS小隊』オープニングテーマ、オリジナル：米倉千尋)   | 渡辺なつみ                    | 夢野真音           | 田ノ岡三郎     | 4:41  |
| 6.        | 「フリージア / with 塩谷哲」(『機動戦士ガンダム 鉄血のオルフェンズ』エンディングテーマ、オリジナル：Uru)        | Uru                           | 岩見直明           | 塩谷哲         | 5:59  |
| 7.        | 「JUST COMMUNICATION / with 猪野秀史」(『新機動戦記ガンダムW』オープニングテーマ、オリジナル：TWO-MIX)          | 永野椎菜                      | 馬飼野康二         | 猪野秀史       | 4:51  |
| 8.        | 「めぐりあい」(『機動戦士ガンダムIII めぐりあい宇宙編』主題歌、オリジナル：井上大輔)                            | 井荻麟、売野雅勇              | 井上大輔           | 時乗浩一郎     | 4:22  |
| 9.        | 「Ζ・刻をこえて」(『機動戦士Ζガンダム』オープニングテーマ、オリジナル：鮎川麻弥)                                | ニール・セダカ 井荻麟（訳詞） | ニール・セダカ     | 時乗浩一郎     | 3:54  |
| 10.       | 「RE:I AM / with TSUKEMEN」(『機動戦士ガンダムUC episode 6「宇宙と地球と」』主題歌、オリジナル：Aimer)          | 澤野弘之                      | 澤野弘之           | 阿久津健太郎   | 6:15  |
| 11.       | 「宇宙の彼方で [Bonus Track]」(『機動戦士ガンダム THE ORIGIN IV 運命の前夜』主題歌)                             | 森雪之丞                      | 服部隆之           | 服部隆之       | 5:33  |
| 合計時間: | 合計時間: | 合計時間:                     | 合計時間:          | 合計時間:      | 54:34 |

## GUNDAM SONG COVERS 2
『GUNDAM SONG COVERS』が一連の好評を得たことにより、2020年に第2弾となる『GUNDAM SONG COVERS 2』を発売することが決定した。今回はアルバム特設サイトで選曲のための投票を実施。投票総数は10万を超え、3月8日にガンダム公式YouTubeチャンネルにて、森口と阪口大助が出演した生配信開票特番で結果が発表された。同時にこの特番内で6月10日発売と発表されたが、新型コロナウイルスの感染拡大に伴う緊急事態宣言発令に基づきアルバム制作が中断したことから、9月16日に発売が延期された。
投票結果から上位10曲をカバー（うち自身の2曲はセルフカバー）し、ボーナストラックとして2019年9月にAmazon Music限定で配信されている「暁の車」と、投票とは別に森口が新たに選んだ「限りなき旅路」を含んだ、全12曲を収録。今回も収録曲のうち6曲はゲストミュージシャンを迎えてアレンジやレコーディングが行われている。収録曲の内「君を見つめて -The time I'm seeing you- / with 本田雅人」には、オリジナル音源のマルチトラック・テープから森口のボーカルトラックを抽出、落ちサビの部分で1991年当時の森口と2020年現在の森口の歌声が合わさる構成となっている。
ジャケットイラストは前作に引き続きことぶきつかさによるイラストを使用、ガンダムF91とパイロットスーツ姿の森口が描かれている。通常版は初回プレス分のみスリーブケース仕様。また数量限定生産盤はジャケットイラストをLPレコードサイズに拡大したLPサイズダブルジャケット仕様となっている。
アルバムリリースに先行する形で「星空のBelieve」が当初の発売予定日だった6月10日に、「サイレント・ヴォイス / with 寺井尚子」が7月15日に、森口のデビュー日である8月7日には「君を見つめて -The time I'm seeing you- / with 本田雅人」が、それぞれ配信リリースされている。
販売初週で3万2693枚を売り上げ、2020年9月28日付オリコン週間アルバムランキングでは前作を上回る2位を獲得。同日付Billboard Japan Top Albums Salesでも週間2位に入るチャート成績となった。

### 収録曲 (COVERS 2)
| #         | タイトル | 作詞                                                                    | 作曲                                 | 編曲           | 時間  |
| --------- | --- | ----------------------------------------------------------------------- | ------------------------------------ | -------------- | ----- |
| 1.        | 「サイレント・ヴォイス / with 寺井尚子」(『機動戦士ガンダムΖΖ』オープニングテーマ、オリジナル：ひろえ純)                | 売野雅勇                                                                | 芹澤廣明                             | 北島直樹       | 4:56  |
| 2.        | 「銀色ドレス」(『機動戦士Ζガンダム』挿入歌、オリジナル：森口博子)                                                       | 井荻麟                                                                  | 馬飼野康二                           | 時乗浩一郎     | 4:24  |
| 3.        | 「君を見つめて -The time I'm seeing you- / with 本田雅人」(『機動戦士ガンダムF91』イメージソング、オリジナル：森口博子) | 井荻麟、茂村泰彦                                                        | 茂村泰彦                             | 時乗浩一郎     | 5:03  |
| 4.        | 「いつか空に届いて / with 武部聡志」(『機動戦士ガンダム0080 ポケットの中の戦争』オープニングテーマ、オリジナル：椎名恵) | 椎名恵                                                                  | 椎名恵                               | 武部聡志       | 4:12  |
| 5.        | 「あんなに一緒だったのに / with 押尾コータロー」(『機動戦士ガンダムSEED』エンディングテーマ、オリジナル：See-Saw)       | 石川千亜紀                                                              | 梶浦由記                             | 押尾コータロー | 4:18  |
| 6.        | 「星空のBelieve」(『機動戦士Ｚガンダム』主題歌、オリジナル：鮎川麻弥)                                                   | ニール・セダカ、フィリップ・コーディ（原作詞） 竜真知子（日本語版作詞） | ニール・セダカ、フィリップ・コーディ | 時乗浩一郎     | 4:13  |
| 7.        | 「DREAMS」(『機動新世紀ガンダムX』オープニングテーマ、オリジナル：ROMANTIC MODE)                                        | 下村依子、ジョー・リノイエ                                              | ジョー・リノイエ                     | 時乗浩一郎     | 5:01  |
| 8.        | 「一千万年銀河 / with 塩谷哲」(『機動戦士ガンダムＺＺ』エンディングテーマ、オリジナル：ひろえ純)                        | 井荻麟                                                                  | 芹澤廣明                             | 塩谷哲         | 4:04  |
| 9.        | 「月の繭」(『∀ガンダム』エンディングテーマ、オリジナル：奥井亜紀)                                                       | 井荻麟                                                                  | 菅野よう子                           | 時乗浩一郎     | 5:20  |
| 10.       | 「MEN OF DESTINY」(『機動戦士ガンダム0083 STARDUST MEMORY』オープニングテーマ、オリジナル：MIO)                         | 安藤芳彦                                                                | 松原みき                             | 時乗浩一郎     | 4:05  |
| 11.       | 「暁の車（Bonus Track）」(『機動戦士ガンダムSEED』挿入歌、オリジナル：FictionJunction YUUKA)                            | 梶浦由記                                                                | 梶浦由記                             | 時乗浩一郎     | 5:26  |
| 12.       | 「限りなき旅路 / with VOJA（Bonus Track）」(『∀ガンダム』最終話エンディングテーマ、オリジナル：奥井亜紀)                | C.Piece                                                                 | 菅野よう子                           | 時乗浩一郎     | 5:03  |
| 合計時間: | 合計時間: | 合計時間:                                                               | 合計時間:                            | 合計時間:      | 56:05 |

## GUNDAM SONG COVERS 3
『GUNDAM SONG COVERS』シリーズ最終章として2022年3月に発売が決まった第3弾アルバムで、2021年12月19日に配信されたオンラインイベント「GUNDAM SONG COVERS NIGHT 〜サプライズ発表あり!!!」において発表された。
今回は男性ボーカル曲を10曲選曲してカバー、今回も収録曲のうち7曲はゲストミュージシャンとのコラボレーションによるアレンジやレコーディングを実施しており、中でも「BEYOND THE TIME 〜メビウスの宇宙を越えて〜」についてはオリジナルアーティストのTM NETWORKが参加、小室哲哉によるリアレンジとメンバー3人のコーラスが加わっている。また、ボーナストラックとして、『機動戦士Ζガンダム』で森口とともに主題歌を担当した鮎川麻弥とのコラボメドレーも収録する。
初回限定盤はこれまで発表した6曲のミュージックビデオを収録したBlu-ray DISCが同梱され、前作に引き続きことぶきつかさによるジャケットイラストを用いたスリーブケース仕様となっており、今回はガンダムと地球連邦軍女子制服姿の森口が描かれている。通常盤は森口の実写ジャケット仕様となっている。このほか前作に引き続きジャケットイラストをLPレコードサイズに拡大したLPサイズダブルジャケット仕様の数量限定生産盤に加え、2021年10月に実施した「#森口ガンプラ大投票」で1位に選ばれた森口彩色仕様のΖガンダムのプラモデル「HGUC 1/144 ゼータガンダム Ver. HIROKO MORIGUCHI」がセットになった数量限定ガンプラセット盤も発売される。あわせて全形態に5月3日に昭和女子大学人見記念講堂で開催の発売記念ライブ「森口博子 コンサート "Starry People"」のチケット先行抽選シリアルコードも封入される。
アルバムリリースに先行して「翔べ! ガンダム」の配信リリースが2月2日に行われており、同時にミュージックビデオも公開された。同曲は森口自身のアイデアによってビッグバンド形式でのアレンジが施されている。2月16日には「ビギニング / with VOJA」の配信リリースとミュージックビデオの公開も実施、3月2日には「BEYOND THE TIME 〜メビウスの宇宙を越えて〜 / with TM NETWORK」の配信リリースと『機動戦士ガンダム 逆襲のシャア』本編映像を使用したアニメーションMVの公開も行われている。
販売初週で初週29,895枚を売り上げ、2022年3月21日付のオリコン週間アルバムランキング・週間合算アルバムランキング、Billboard JAPAN Hot Albums・Top Albums Salesで、いずれも3位にランクインするチャート成績となった。

### 収録曲 (COVERS 3)
| #         | タイトル | 作詞                                    | 作曲           | 編曲           | 時間  |
| --------- | --- | --------------------------------------- | -------------- | -------------- | ----- |
| 1.        | 「翔べ! ガンダム」(『機動戦士ガンダム』オープニングテーマ、オリジナル：池田鴻)                                                                                                | 井荻麟                                  | 渡辺岳夫       | 西村健司       | 4:16  |
| 2.        | 「Gの閃光 / with 押尾コータロー」(『ガンダム Gのレコンギスタ』エンディングテーマ、オリジナル：ハセガワダイスケ)                                                               | 井荻麟                                  | 菅野祐悟       | 押尾コータロー | 3:39  |
| 3.        | 「BEYOND THE TIME 〜メビウスの宇宙を越えて〜 / with TM NETWORK」(『機動戦士ガンダム 逆襲のシャア』主題歌、オリジナル：TM NETWORK)                                             | 小室みつ子                              | 小室哲哉       | 小室哲哉       | 5:36  |
| 4.        | 「いくつもの愛をかさねて / with SALT&SUGAR」(『機動戦士Vガンダム』挿入歌、オリジナル：岩﨑元是)                                                                               | 井荻麟                                  | 岩﨑元是       | 塩谷哲         | 5:34  |
| 5.        | 「砂の十字架」(『機動戦士ガンダム（劇場版）』主題歌、オリジナル：やしきたかじん)                                                                                              | 谷村新司                                | 谷村新司       | 時乗浩一郎     | 5:03  |
| 6.        | 「STAND UP TO THE VICTORY 〜トゥ・ザ・ヴィクトリー〜 / with オーイシマサヨシ」(『機動戦士Vガンダム』オープニングテーマ、オリジナル：川添智久)                                 | 井荻隣、みかみ麗緒                      | 川添智久       | 大石昌良、eba  | 4:38  |
| 7.        | 「RIVER / with 寺井尚子」(『機動戦士ガンダムSEED』エンディングテーマ、オリジナル：石井竜也)                                                                                   | 石井竜也                                | 石井竜也       | 北島直樹       | 5:55  |
| 8.        | 「Meteor -ミーティア-」(『機動戦士ガンダムSEED』挿入歌、オリジナル：T.M.Revolution)                                                                                           | 井上秋緒                                | 浅倉大介       | 時乗浩一郎     | 4:24  |
| 9.        | 「ターンAターン / with 神永大輔（和楽器バンド）」(『∀ガンダム』オープニングテーマ、オリジナル：西城秀樹)                                                                      | 井荻麟                                  | 小林亜星       | 時乗浩一郎     | 5:28  |
| 10.       | 「ビギニング / with VOJA」(『機動戦士ガンダムIII めぐりあい宇宙（そら）編』挿入歌、オリジナル：井上大輔)                                                                      | 井荻麟                                  | 井上大輔       | 時乗浩一郎     | 4:02  |
| 11.       | 「「機動戦士Ζガンダム」メドレー (Ζ・刻をこえて〜水の星へ愛をこめて) / with 鮎川麻弥（Bonus Track）」(『機動戦士Ζガンダム』オープニングテーマ、オリジナル：鮎川麻弥・森口博子) | ニール・セダカ、井荻麟（訳詞）/売野雅勇 | ニール・セダカ | 時乗浩一郎     | 4:56  |
| 合計時間: | 合計時間: | 合計時間:                               | 合計時間:      | 合計時間:      | 53:31 |

| #         | タイトル                                                   | 作詞  | 作曲・編曲 | 時間 |
| --------- | ---------------------------------------------------------- | ----- | ---------- | ---- |
| 1.        | 「水の星へ愛をこめて / with 寺井尚子」                     |       |            | 4:37 |
| 2.        | 「フリージア / with 塩谷哲」                               |       |            | 5:59 |
| 3.        | 「一千万年銀河 / with 塩谷哲」                             |       |            | 4:04 |
| 4.        | 「君を見つめて –The time I’m seeing you- / with 本田雅人」 |       |            | 5:03 |
| 5.        | 「翔べ! ガンダム」                                         |       |            | 4:14 |
| 6.        | 「ビギニング / with VOJA」                                 |       |            | 3:57 |
| 合計時間: | 合計時間:                                                  | 27:54 |            |      |

## GUNDAM SONG COVERS -ORCHESTRA-
『GUNDAM SONG COVERS』シリーズ3部作リリース後、森口は「大人のためのアニソンカバーアルバム」をコンセプトとした『ANISON COVERS』シリーズ2作を2023年・2024年にリリースしていたが、本シリーズの続編を期待する声が鳴り止まないことから、スピンオフ企画として新たに制作することが決定した。今回は「森口博子×ガンダムソング×フルオーケストラ」をコンセプトに、森口の代表曲「水の星へ愛をこめて」「ETERNAL WIND 〜ほほえみは光る風の中〜」を含む全10曲をオーケストラアレンジし、演奏には国内外で活躍する若手音楽家によって結成されたJapan Pops Orchestra (タクティカートオーケストラ）を迎えた。
初回限定盤はCD2枚組＋Blu-ray DISC仕様で、DISC2には今回の収録楽曲のインストゥルメンタル・バージョンを収録。BDには発表から約34年経って初めて制作した「ETERNAL WIND」の公式ミュージックビデオとそのメイキング映像を収録。リリースに先立ちこのミュージックビデオが5月20日に先行公開され、翌21日には同曲の先行配信リリースも行われている。初回限定盤はこれまでに続いてことぶきつかさによるジャケットイラストを用いたスリーブケース仕様で、今回はガンダムF91とベラ・ロナの衣装を纏った森口が描かれている。

### 収録曲 (ORCHESTRA)
| #         | タイトル                                                                                      | 作詞             | 作曲               | 編曲      | 時間  |
| --------- | --------------------------------------------------------------------------------------------- | ---------------- | ------------------ | --------- | ----- |
| 1.        | 「ETERNAL WIND〜ほほえみは光る風の中〜」(『機動戦士ガンダムF91』主題歌、オリジナル：森口博子) | 西脇唯           | 西脇唯、緒里原洋子 | 河野音弥  | 5:11  |
| 2.        | 「10 YEARS AFTER」(『機動戦士ガンダム 第08MS小隊』エンディングテーマ、オリジナル：米倉千尋)   | 朝倉京子         | 三浦一年           | 河野音弥  | 4:28  |
| 3.        | 「水の星へ愛をこめて」(『機動戦士Ζガンダム』オープニングテーマ、オリジナル：森口博子)         | 売野雅勇         | ニール・セダカ     | 河野音弥  | 3:54  |
| 4.        | 「月の繭」(『∀ガンダム』エンディングテーマ、オリジナル：奥井亜紀)                             | 井荻麟           | 菅野よう子         | 河野音弥  | 5:14  |
| 5.        | 「銀色ドレス」(『機動戦士Ζガンダム』挿入歌、オリジナル：森口博子)                             | 井荻麟           | 馬飼野康二         | 河野音弥  | 4:12  |
| 6.        | 「FIND THE WAY」(『機動戦士ガンダムSEED』エンディングテーマ、オリジナル：中島美嘉)            | 中島美嘉         | Lori Fine          | 加藤大輝  | 5:22  |
| 7.        | 「哀 戦士」(『機動戦士ガンダムII 哀・戦士編』主題歌、オリジナル：井上大輔)                    | 井荻麟           | 井上大輔           | 河野音弥  | 3:57  |
| 8.        | 「FLYING IN THE SKY」(『機動武闘伝Gガンダム』オープニングテーマ、オリジナル：鵜島仁文)        | 鵜島仁文         | 鵜島仁文           | 河野音弥  | 3:43  |
| 9.        | 「遠い記憶」(『機動戦士ガンダム0080 ポケットの中の戦争』挿入歌、オリジナル：椎名恵)           | 椎名恵           | 椎名恵             | 加藤大輝  | 4:14  |
| 10.       | 「めぐりあい」(『機動戦士ガンダムIII めぐりあい宇宙編』主題歌、オリジナル：井上大輔)          | 井荻麟、売野雅勇 | 井上大輔           | 加藤大輝  | 4:26  |
| 合計時間: | 合計時間:                                                                                     | 合計時間:        | 合計時間:          | 合計時間: | 44:41 |

| #         | タイトル                                                            | 作詞  | 作曲・編曲 | 時間  |
| --------- | ------------------------------------------------------------------- | ----- | ---------- | ----- |
| 1.        | 「「ETERNAL WIND 〜ほほえみは光る風の中〜」 Music Video」           |       |            | 5:28  |
| 2.        | 「「ETERNAL WIND 〜ほほえみは光る風の中〜」 Making of Music Video」 |       |            | 18:58 |
| 合計時間: | 合計時間:                                                           | 24:26 |            |       |

## その他
シングル『Ubugoe』のカップリング曲「いまはおやすみ」「永遠にアムロ / with VOJA」の2曲はそれぞれ『機動戦士ガンダム』の挿入歌およびEDテーマ曲であり、「GUNDAM SONG COVERS」シリーズの流れを汲む“大人のためのガンダムソングカバー”として作られている。